# Partido judicial de San Lorenzo de El Escorial
El partido judicial de San Lorenzo de El Escorial es uno de los 21 partidos judiciales de la Comunidad de Madrid, recibiendo el número 7. Comprende los municipios de San Lorenzo de El Escorial (cabecera), El Escorial, Colmenar del Arroyo, Colmenarejo, Fresnedillas de la Oliva, Navalagamella, Robledo de Chavela, Santa María de la Alameda, Valdemaqueda, Valdemorillo, Villanueva del Pardillo y Zarzalejo. Cuenta con dos juzgados de primera instancia y de instrucción.